# Atylidae
Atylidae es una familia de crustaceos anfípodos marinos. Sus 82 especies se distribuyen por todo el mundo.

## Clasificación
Se reconocen los siguientes géneros agrupados en cuatro subfamilias:
- Subfamilia Anatylinae  Bulycheva, 1955
  - Anatylus  Bulycheva, 1955
  - Kamehatylus  J.L. Barnard, 1970
- Subfamilia Atylinae  Lilljeborg, 1865
  - Atylus  Leach, 1815
- Subfamilia Lepechinellinae  Schellenberg, 1926
  - Lepechinella  Stebbing, 1908
  - Lepechinelloides  Thurston, 1980
  - Lepechinellopsis  Ledoyer, 1983
  - Paralepechinella  Pirlot, 1933
- Subfamilia Nototropiinae  Bousfield & Kendall, 1994
  - Aberratylus  Bousfield & Kendall, 1994
  - Nototropis  Costa, 1853